# Bezzia mallochi
Bezzia mallochi är en tvåvingeart som beskrevs av Wirth 1951. Bezzia mallochi ingår i släktet Bezzia och familjen svidknott. Inga underarter finns listade i Catalogue of Life.